# اچ‌ام‌اس ایموتالیته (۱۸۸۷)
اچ‌ام‌اس ایموتالیته (۱۸۸۷) (به انگلیسی: HMS Immortalité (1887)) یک کشتی بود که طول آن ۳۰۰ فوت (۹۱ متر) بود. این کشتی در سال ۱۸۸۷ ساخته شد.